# Eurybrachys tomentosa
Eurybrachys tomentosa är en insektsart som först beskrevs av Fabricius 1775.  Eurybrachys tomentosa ingår i släktet Eurybrachys och familjen Eurybrachidae. Inga underarter finns listade i Catalogue of Life.